# Cuina anhui
La cuina anhui (xinès tradicional: 安徽菜, xinès simplificat: 安徽菜, pinyin: Ānhuī cài) o cuina hui (xinès tradicional: 徽菜, xinès simplificat: 徽菜, pinyin: huī cài) és una de les vuit tradicions culinàries de la cuina xinesa. Deriva dels estils de cuina nadius de la regió de muntanyes Huangshan i és similar a la cuina jiangsu. La cuina anhui és coneguda pel seu ús d'herbes silvestres, que es troben tant en terra com en aigua, i els seus mètodes de preparació simples. La cocció al vapor i el bullir els aliments són tècniques comuns per a preparar platets en aquesta cuina. Fregir i saltejar són tècniques que no s'utilitzen amb molta freqüència en la cuina Anhui a comparança d'altres tècniques culinàries Xineses. La cuina anhui es conforma de tres estils: L'estil de la regió del riu Iang-Tsé, La regió del riu Huai, i la regió del sud d'Anhui. La regió d'Anhui posseeix amplis camps i boscos no conreats pel que les herbes salvatges utilitzades en la cuina es troben fàcilment.